# Piazza Le Regina Margherita
Piazza Le Regina Margherita – plac nad Padem na północno-wschodnim krańcu centrum Turynu. Zaczyna się tutaj Corso Regina Margherita. Przez plac przebiegają liczne linie tramwajowe i autobusowe. W pobliżu znajduje się szpital.